# جيف باركر (فنان قصص مصورة)
جيف باركر (بالإنجليزية: Jeff Parker)‏ هو فنان قصص مصورة أمريكي، ولد في 25 أكتوبر 1966.